# Recopa Sul-Americana de 2012
A Recopa Sul-Americana de 2012, oficialmente Recopa Santander Sul-Americana 2012 por motivos de patrocínio, foi a 19.ª edição do torneio que foi disputada entre Santos e Universidad de Chile, campeões da Copa Libertadores da América e da Copa Sul-Americana de 2011, respectivamente. As partidas foram realizadas em 22 de agosto e 26 de setembro. O Santos venceu por 2–0 no placar agregado e conquistou seu primeiro título na competição.

## Participantes
| Clube                | Cidade   | Classificação                                   | Participação |
| -------------------- | -------- | ----------------------------------------------- | ------------ |
| Santos               | Santos   | Campeão da Copa Libertadores da América de 2011 | 1°           |
| Universidad de Chile | Santiago | Campeão da Copa Sul-Americana de 2011           | 1°           |

## Finais
1° jogo
| 22 de agosto  | Universidad de Chile | 0 – 0 | Santos | Estádio Nacional, Santiago  |
| 21:00 (UTC-4) |                      |       |        | Árbitro: ARG Néstor Pittana |

| U. de Chile | Santos |

| UNIVERSIDAD DE CHILE: |    |                    |     |     |
|                       |    |                    |     |     |
| G                     | 25 | Jhonny Herrera     |     |     |
| D                     | 5  | Albert Acevedo     |     |     |
| D                     | 23 | Sebastián Martínez |     |     |
| D                     | 13 | José Manuel Rojas  |     |     |
| D                     | 3  | Eugenio Mena       |     |     |
| M                     | 6  | Matías Rodríguez   |     | 78' |
| M                     | 20 | Charles Aránguiz   |     |     |
| M                     | 8  | Guillermo Marino   |     | 80' |
| A                     | 22 | Gustavo Lorenzetti | 54' |     |
| A                     | 8  | Enzo Gutiérrez     |     |     |
| A                     | 15 | Roberto Cereceda   | 1'  |     |
| Substituições:        |    |                    |     |     |
| G                     | 12 | Paulo Garcés       |     |     |
| M                     | 21 | Eduardo Morante    |     |     |
| D                     | 14 | Paulo Magalhaes    |     |     |
| D                     | 24 | Igor Lichnovsky    |     |     |
| M                     | 2  | Ezequiel Videla    |     | 80' |
| A                     | 16 | Francisco Castro   |     |     |
| A                     | 18 | Christian Bravo    |     | 78' |
| Técnico:              |    |                    |     |     |
| Jorge Sampaoli        |    |                    |     |     |

| SANTOS:        |    |                      |     |     |
|                |    |                      |     |     |
| G              | 1  | Rafael               |     |     |
| D              | 4  | Bruno Peres          |     |     |
| D              | 2  | Bruno Rodrigo        |     |     |
| D              | 6  | Durval               |     |     |
| D              | 16 | Juan                 |     |     |
| M              | 15 | Adriano              |     |     |
| M              | 5  | Arouca               | 10' |     |
| M              | 10 | Paulo Henrique Ganso | 27' |     |
| M              | 17 | Patricio Rodríguez   |     | 87' |
| A              | 9  | André                |     | 64' |
| A              | 11 | Neymar               |     |     |
| Substituições: |    |                      |     |     |
| G              | 12 | Aranha               |     |     |
| D              | 13 | David Braz           |     |     |
| D              | 21 | Douglas              |     |     |
| M              | 22 | Gérson Magrão        |     |     |
| M              | 8  | Felipe Anderson      |     | 87' |
| A              | 20 | Ezequiel Miralles    |     | 64' |
| A              | 19 | Bill                 |     |     |
| Técnico:       |    |                      |     |     |
| Muricy Ramalho |    |                      |     |     |

2° jogo
| 26 de setembro | Santos                         | 2 – 0 | Universidad de Chile | Estádio do Pacaembu, São Paulo |
| 19:00 (UTC-3)  | Neymar 27' · Bruno Rodrigo 60' |       |                      | Árbitro: URU Martín Vazquez    |

| Santos | U. de Chile |

| SANTOS:        |    |                    |     |     |
|                |    |                    |     |     |
| G              | 1  | Rafael             |     |     |
| D              | 4  | Bruno Peres        |     | 70' |
| D              | 2  | Bruno Rodrigo      |     |     |
| D              | 6  | Durval             | 76' |     |
| D              | 3  | Léo                |     | 52' |
| M              | 15 | Adriano            | 18' |     |
| M              | 5  | Arouca             |     |     |
| M              | 8  | Felipe Anderson    |     |     |
| M              | 17 | Patricio Rodríguez |     | 85' |
| A              | 9  | André              |     |     |
| A              | 11 | Neymar             |     |     |
| Substituições: |    |                    |     |     |
| G              | 24 | Vladimir           |     |     |
| D              | 13 | David Braz         |     |     |
| D              | 21 | Douglas            |     |     |
| M              | 22 | Gérson Magrão      |     | 52' |
| M              | 14 | Ewerton Páscoa     |     | 70' |
| A              | 20 | Ezequiel Miralles  |     | 85' |
| A              | 19 | Bill               |     |     |
| Técnico:       |    |                    |     |     |
| Muricy Ramalho |    |                    |     |     |

| UNIVERSIDAD DE CHILE: |    |                    |     |     |
|                       |    |                    |     |     |
| G                     | 25 | Jhonny Herrera     |     |     |
| D                     | 5  | Albert Acevedo     |     | 51' |
| D                     | 4  | Osvaldo González   | 60' |     |
| D                     | 13 | José Manuel Rojas  |     |     |
| D                     | 3  | Eugenio Mena       |     |     |
| M                     | 6  | Matías Rodríguez   |     | 46' |
| M                     | 20 | Charles Aránguiz   |     | 46' |
| M                     | 23 | Sebastián Martínez | 56' |     |
| M                     | 19 | Sebastián Ubilla   | 54' |     |
| A                     | 8  | Enzo Gutiérrez     |     |     |
| A                     | 22 | Gustavo Lorenzetti | 88' |     |
| Substituições:        |    |                    |     |     |
| G                     | 12 | Paulo Garcés       |     |     |
| M                     | 8  | Guillermo Marino   |     | 46' |
| D                     | 14 | Paulo Magalhaes    |     | 51' |
| M                     | 15 | Roberto Cereceda   |     |     |
| M                     | 2  | Ezequiel Videla    |     |     |
| A                     | 16 | Francisco Castro   |     | 46' |
| D                     | 24 | Igor Lichnovsky    |     |     |
| Técnico:              |    |                    |     |     |
| Jorge Sampaoli        |    |                    |     |     |

## Premiação
| Recopa Sul-Americana de 2012 |
| ---------------------------- |
|                              |
| SANTOS Campeão (1º título)   |